# Pégase (série télévisée d'animation)
Pour les articles homonymes, voir Pégase (homonymie).
Pégase est une série télévisée d'animation française en 100 épisodes de 30 secondes dessinée par Roger Flament et écrite par Jacques Vincent. Réalisée au sein de l'atelier d'animation de FR3 Lambersart, elle a été  diffusée pour la première fois sur France 3 en 1987-88.

## Synopsis
Pégase est un aviateur un peu distrait, attachant, drôle, malchanceux et nostalgique des années 1940. Il parcourt le monde sur son zinc (toujours réparable) et se retrouve confronté dans son espace aérien aux mêmes problèmes que rencontre chaque automobiliste : les panneaux de signalisation, les embouteillages, les dingues de la vitesse, les autostoppeuses, les gros transports (Boeing). Il se retrouve également dans l'espace et y rencontre les mêmes problèmes.

## Fiche technique
- Titre : Pégase
- Réalisation : Roger Flament
- Scénario : Jacques Vincent
- Bruitages : Jacky Dufour
- Montage : Jacques Desoeur
- Production :  France 3 Nord-Pas-de-Calais
- Pays d'origine : France
- Genre : Humour
- Dates de première diffusion :  : 7 septembre 1987 au 10 mars 1988 (France 3)

## Liste des épisodes
- Défense anti-aérienne
- Perdu dans l'espace
- Le sens interdit
- Le match de foot
- Pégase dans les îles
- Crevaison
- La pompe à essence
- Les éléphants roses
- La police lunaire
- Pégase à Paris
- La pluie acide
- L'autostoppeuse
- Limitation de vitesse
- La dépanneuse
- Puissance 4
- Arrêt interdit
- La douane
- Les satellites
- Pégase et l'oiseau
- Pégase et la baleine
- La foudre
- L'autostoppeuse II
- Le feu rouge
- L'île flottante
- La pollution
- La chicane
- Le rocher caché
- Pégase à Londres
- Tous les chemins mènent à Rome
- Le plafond
- Pégase perd son avion
- Pégase à Pise
- Le jeu d'arcade
- La banquise
- Pégase et l'œuf
- Rétrécissement de la voie
- Pégase à Bruxelles
- Pégase et le Boeing
- Pégase et la pie
- Pégase au Danemark
- Pégase et les chasseurs
- Pégase en Espagne
- Pégase à New York
- Pégase et le brouillard
- Pégase et le pic vert
- Pégase au Brésil
- Pégase à la poste
- Pégase et le palmier
- Croisière en bateau
- Pégase au 7e ciel
- Le mur du son
- La face cachée de la Lune
- Pégase s'enfuit
- La pompe à essence II
- La foudre II
- Interdiction de doubler
- Le passage à niveau
- Sur un nuage
- Dénivellation
- Looping
- Tilt tilt tilt
- Le réacteur
- Les touristes
- Le Père Noël
- Limitation de vitesse II
- Silence hôpital
- Le porte-avions
- Le sens interdit II
- Pégase malchanceux
- Panne d'essence
- Le sous-marin
- Le Père Noël II
- Les ailes rétractables
- Le boeing en panne
- Pégase au Canada
- En parachute
- Nuages toxiques
- L'aile du boeing
- Panne d'essence II
- Pégase à la télé
- Pégase et le klaxon
- La montgolfière
- Le mort
- La neige
- Le porte-avions II
- La fourrière
- Les montagnes
- Attention !
- Joyeuses Pâques
- L'exposition
- Pégase a un rhume
- Pégase à l'hôpital
- La contravention
- Le porte-avions III
- Appolo Pégase
- La cible
- Le cul-de-sac
- L'exposition II
- Fracas
- Pégase s'endort au volant

## Genèse
C'est Au relais de la poste à Mouscron (Belgique) que ses créateurs Roger Flament d'Herseaux (Belgique) et Jacques Vincent de Ronchin (France), tous deux employés à FR3 Lambersart) mirent au point les bases de la série (Roger Flament le personnage et les graphismes, Jacques Vincent les scénarios).
Après la réalisation d'un pilote, les auteurs purent rencontrer à Paris le directeur de la chaîne Serge Moati qui leur donna le feu vert pour la réalisation de leur projet.
 Cette série fut diffusée aux heures de grande écoute à partir du 7 septembre 1987 sur la chaîne nationale de France 3 à 13h25 et 20h25 (après La Classe de Fabrice).

## Les créateurs

### Roger Flament

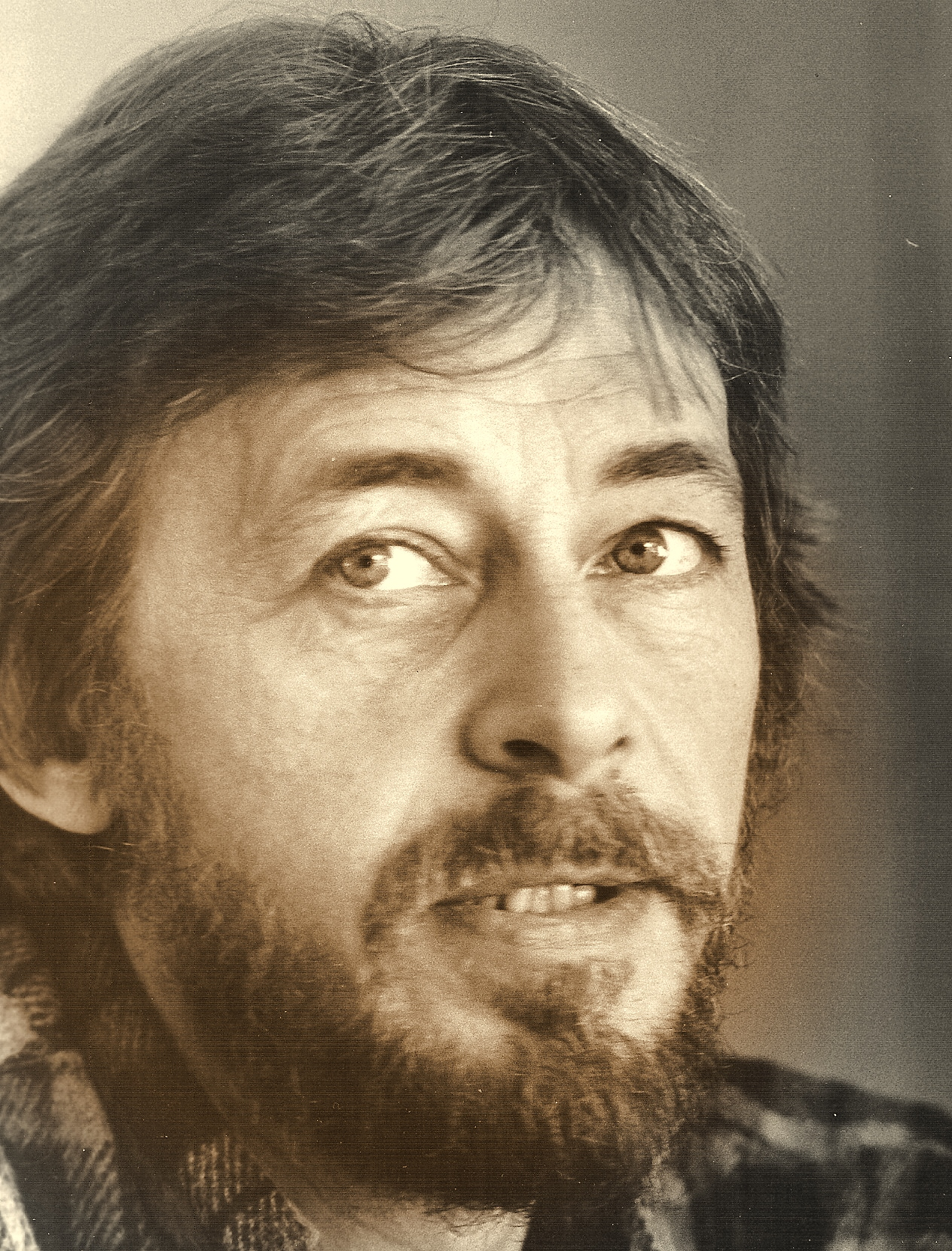
Roger Flament en 1987

Roger Flament, né à Tournai, a étudié aux Beaux-arts de Tournai et de Mons. Il a collaboré chez Belvision dans l'équipe de Claude Lambert et Bob de Moor en tant que directeur artistique sur le long métrage Tintin et le Temple du Soleil (1969), que décorateur sur Tintin et le Lac aux requins (1972), La Flûte à six schtroumpfs (1976, non crédité) et sur quelques longs métrages de Lucky Luke. Il  entre ensuite à France 3 Télévision pour créer et diriger l'atelier de dessin animé qui réalisera différents courts métrages et génériques pour la chaîne.

### L'atelier d'animation de FR3 Lambersart

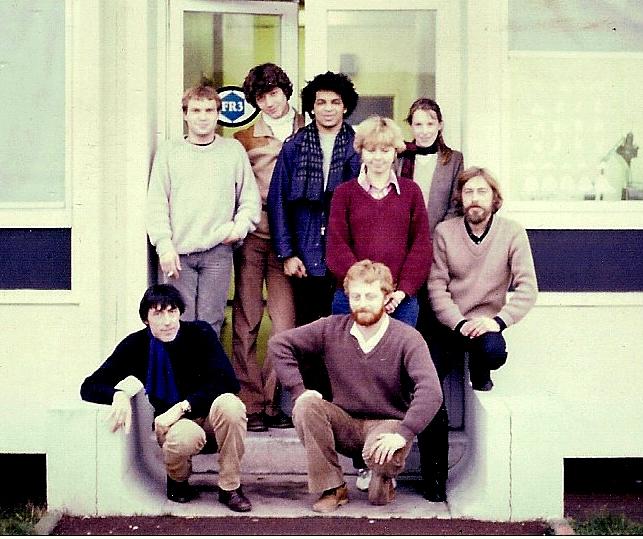
1re équipe de FR3

Il est créé en octobre 1980 sur une initiative de Yves Geffray afin d'animer une série de 13 × 5 min, Vagabul de Jean-Claude Marol
. L'atelier s'est constitué autour de Roger Flament. La réalisation de Vagabul terminée, l'atelier réalisa et contribua à différentes réalisations (Côt Côt, générique des éditions du Masque) et projets (reproduction de chameaux, d'avions, etc.) abandonnés, faute de moyens.
L'atelier eut le privilège en 1985 de réaliser le premier jingle pub de FR3. Au même moment, Roger Flament réalisait le jingle pub de 5 secondes pour la Régie des 3 océans.

## L'avion de Pégase
Le Grumman F8F Bearcat a servi de base à Roger Flament pour créer l'avion de Pégase. La queue a été raccourcie, le cokpit enlevé et les ailerons arrière remontés. Le F-8F a servi durant la deuxième partie du vingtième siècle, principalement au sein de l'United States Navy. Il fut le dernier chasseur à moteur à piston de la compagnie Grumman.

## Parad'X
Après le succès de Pégase, Roger Flament et Corinne Martinache écrivent en collaboration un moyen métrage parodiant le paradis terrestre. Leur vision personnelle du Parad'X se serait adressé à un public adulte. Le projet fut abandonné, la chaîne étant confrontée à des « problèmes de gestion » malgré l'intérêt marqué par le producteur Bruno Edera  de la Télévision suisse romande.